# Bao vây

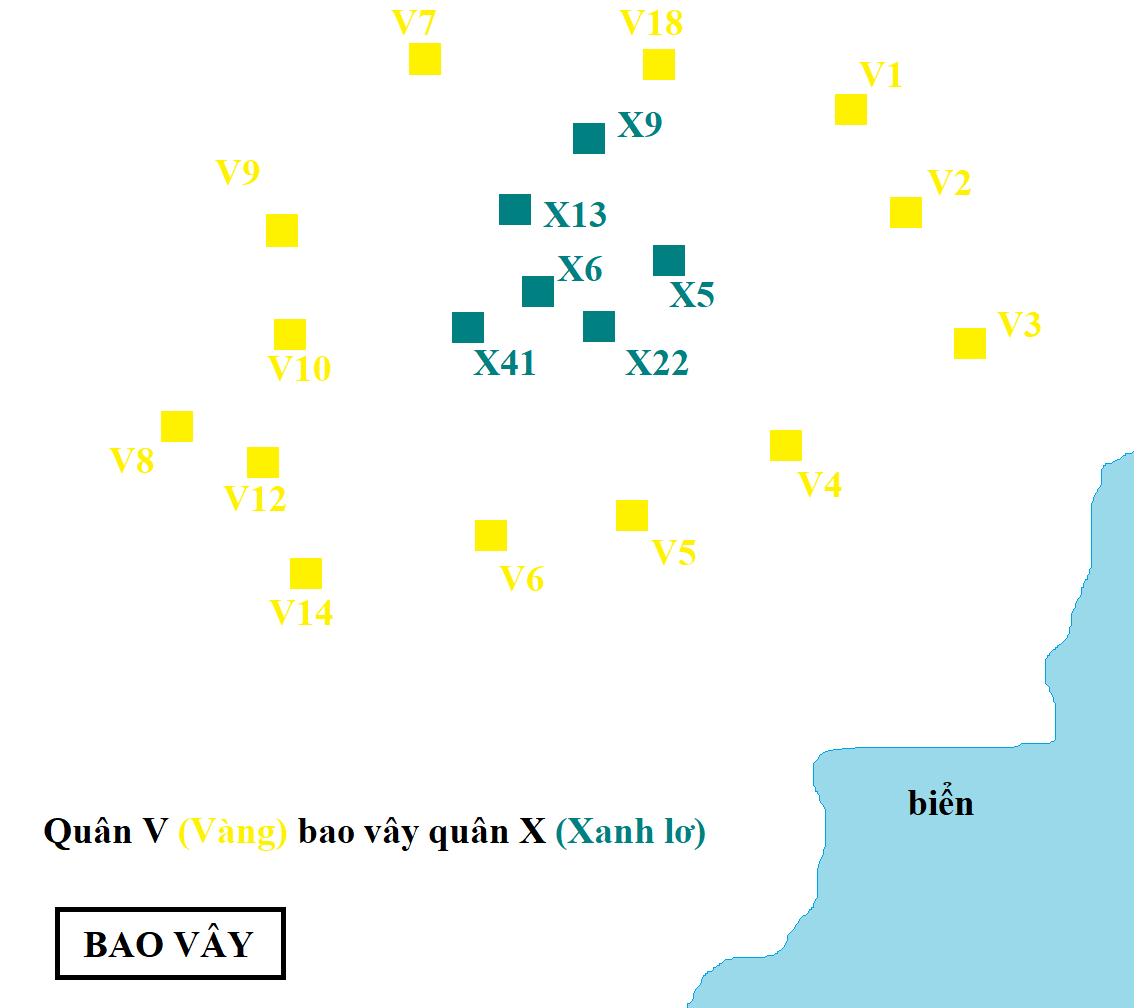
Quân X đang bị quân V bao vây trên một khu vực.

Bao vây là một thuật ngữ quân sự, chỉ tình hình khi một lực lượng quân sự tại một vị trí bị cô lập và bao quanh bởi các lực lượng thù địch.
Tình trạng này rất nguy hiểm cho lực lượng bị bao vây: ở cấp độ chiến lược, họ không thể nhận được vật tư hoặc quân tiếp viện, và ở cấp độ chiến thuật, các đơn vị trong lực lượng có thể bị tấn công từ nhiều phía. Cuối cùng, lực lượng không thể rút lui, ngoại trừ phải chiến đấu đến chết hoặc đầu hàng. Một loại bao vây đặc biệt là cuộc vây hãm. Trong trường hợp này, các lực lượng bao vây được bao bọc ở một vị trí được củng cố trong đó nguồn cung cấp lâu dài và phòng thủ mạnh mẽ được đặt ra, cho phép họ chịu được các cuộc tấn công. Cuộc vây hãm đã diễn ra trong hầu như tất cả thời đại chiến tranh. Trong chiến tranh hiện đại, một lực lượng bao vây không bị vây hãm thường được gọi là vây lỏng.

## Sử dụng
Bao vây đã được các nhà lãnh đạo quân đội sử dụng trong suốt nhiều thế kỷ, bao gồm các tướng lĩnh như Alexander Đại đế, Thành Cát Tư Hãn, Khalid ibn al-Walid, Hannibal, Tôn Tử, Lý Thuấn Thần, Shaka Zulu, Albrecht von Wallenstein, Nader Shah, Napoléon, Helmuth Karl Bernhard von Moltke, Heinz Guderian, von Rundstedt, Erich von Manstein, Zhukov và George S. Patton.
Tôn Tử và các nhà tư tưởng quân sự khác cho rằng một đội quân không được bao vây hoàn toàn nhưng nên được cho một số chỗ để trốn thoát, hoặc những người lính bị "vây quanh" sẽ nâng cao tinh thần và chiến đấu cho đến chết. Tốt hơn để cho họ có lối thoát. Khi địch rút lui, họ có thể bị truy đuổi và bị bắt hoặc bị tiêu diệt với ít nguy cơ hơn đối với lực lượng truy đuổi hơn là chiến đấu cho đến chết. Ví dụ về điều này có thể là các trận đánh Dunkirk vào năm 1940, và Falaise vào năm 1944.
Hình thức bao vây chính, "gọng kìm kép", được thực hiện bởi các cuộc tấn công trên các cánh của các lực lượng cơ động, như bộ binh nhẹ, kỵ binh, xe tăng hoặc xe bọc thép cố gắng tạo ra sự đột phá để sử dụng tốc độ theo đuổi sau lưng của lực lượng kẻ thù và hoàn thành "vòng" trong khi lực lượng kẻ thù chính bị ngưng trệ bởi các cuộc tấn công thăm dò. Việc bao vây Tập đoàn quân số 6 của Đức trong trận Stalingrad năm 1942 là một ví dụ điển hình.
Nếu có một chướng ngại vật tự nhiên, chẳng hạn như đại dương hoặc núi ở một bên của chiến trường thì chỉ cần một cái gọng ("gọng kìm"), bởi vì chức năng của cái gọng thứ hai chính là chướng ngại vật tự nhiên đó. Cuộc tấn công của Đức vào vùng đất thấp của Pháp vào năm 1940 là một ví dụ điển hình về điều này.
Một loại bao vây thứ ba và hiếm có thể xảy ra từ một bước tấn công nhanh chóng trong một khu vực phía trước của đối phương, tận dụng các lực lượng cơ động, phân tách theo hai hoặc nhiều hướng sau lưng kẻ địch. Sự bao vây này hoàn toàn hiếm khi xảy ra, nhưng mối đe dọa của nó cản trở khả năng phản ứng của các đơn vị phía sau quân địch. Kiểu tấn công này là trung tâm các hoạt động tấn công chớp nhoáng. Bởi vì cực kỳ khó khăn cho hoạt động kiểu này, nó không thể được thực hiện trừ khi lực lượng tấn công có một ưu thế rộng lớn, hoặc trong công nghệ, tổ chức, hoặc quân số tuyệt đối. Chiến dịch Barbarossa năm 1941 như một ví dụ.
Nguy cơ đối với lực lượng bị bao vây là họ bị cắt đứt khỏi căn cứ hậu cần. Nếu lực lượng bị bao vây có thể đứng vững, hoặc duy trì đường cung cấp hậu cần, lực lượng bao vây có thể bị thất bại.
Bao vây cũng diễn ra trong hoạt động chiến tranh hải quân, như trận bao vây Thanh Đảo vào năm 1914.

## Danh sách
Danh sách một số trận bao vây trong lịch sử chiến tranh:
- Trận Thermopylae (480 TCN)
- Trận Cannae (216 TCN)
- Trận Walaja (633 SCN)
- Cuộc bao vây Đức An (1132)
- Trận Fraustadt (1706)
- Trận Kirkuk (1733)
- Trận Kars (1745)
- Trận Isandlwana (1879)
- Trận Tannenberg (1914)
- Trận Magdhaba (1916)
- Trận Rafa (1916)
- Trận Gaza đầu tiên (1917)
- Trận Beersheba (1917)
- Trận Megiddo (1918)
- Trận Suomussalmi (1939-1940)
- Trận Kiev (1941)
- Trận Smolensk (1941)
- Trận Białystok-Minsk (1941)
- Chiến dịch Vyelikiye Luki (1942)[4]
- Trận Stalingrad (1942-1943)
- Chiến dịch hợp vây Korsun–Shevchenkovsky (1944)[4]
- Bao vây Kamenets-Podolsky (1944)[4]
- Chiến dịch Điện Biên Phủ (1954)
- Chiến tranh sáu ngày (1967)
- Chiến dịch Đường 9 - Khe Sanh (1968)
- Trận Khorramshahr (1980)
- Trận Mogadishu (1993)
- Trận Misrata (2011)
- Trận Aleppo (2012–16)
- Trận chiến thứ hai của Tikrit (2015)[5]